# Милош Николић
Милош Николић (Београд, 1961) српски је универзитетски професор. Редовни је професор дерматовенерологије и шеф Катедре дерматовенерологије на Медицинском факултету Универзитета у Београду.

## Биографија
Директор је Клинике за дерматовенерологију Универзитетског Клиничког центра Србије у Београду и начелник Одељења педијатријске и адолесцентне дерматологије. Био је секретар (1990-1994) и председник (2001-2005) Дерматовенеролошке секције Српског лекарског друштва (СЛД). Председник Удружења дерматовенеролога Србије (УДВС) је био од 2011. до 2015. године. Био је члан је борда директора Европске академије за дерматологију и венерологију (EADV, ЕАДВ) 2014-2019. године. У ЕАДВ је био председавајући Комитета за почасти и награде 2019-2023. године. Од 2023. године је председавајући Комитета за статут и развој ЕАДВ. Био је члан борда Европског удружења за педијатријску дерматологију (ESPD) од 2004. до 2022. године. Придружени је Едитор часописа Dermatologic Therapy од 2022. године.

## Научни радови
Најважнија поља интересовања и рада М. Николића су васкулитиси, болести везивног ткива (нарочито лупус еритематозус), аутоимунске булозне дерматозе и алопеција ареата. Аутор је и коаутор преко 360 научних и стручних радова, од којих више од 80 у часописима индексираним у бази Science Citation Index (SCI), као и већег броја поглавља у књигама и више уџбеника. Објављени радови су цитирани више од 2000 пута. H-index 25, i10-index 48. Главни је истраживач у пројектима финансираним од стране Министарства науке Србије и сарадник у више интернационалних научних пројеката. Рецензент је у значајним научним часописима. Држао је велики број предавања по позиву и председавао сесијама на светским, европским и евроазијским дерматолошким конгресима и симпозијумима.